# Pedro de Rates
São Pedro de Rates (– São Pedro de Rates, 60 d.C.) é um santo que foi o primeiro bispo de Braga entre os anos 45 e 60, ordenado pelo apóstolo Santiago, vindo da Terra Santa, e que foi martirizado quando convertia ao cristianismo povos aderentes à religião romana no norte de Portugal.

## Ordenação
Segundo a tradição cristã Santiago, um dos apóstolos de Cristo, teria visitado o noroeste da Península Ibérica em 44 d.C. Durante a sua visita a Braga, o apóstolo ordenou São Pedro de Rates como bispo, tornando-se este último o primeiro bispo de Braga a partir de 45 d.C.

## Martírio
Segundo a tradição cristã São Pedro de Rates morreu na tentativa de conversão de crentes da religião romana à fé cristã. Conta-se também que terá salvo de doença mortal uma jovem princesa pagã e esta ter-se-ia convertido ao cristianismo, fazendo votos de castidade. O pai, furioso, mandou matar o bispo, que se refugiou em Rates, onde foi assassinado. O martírio foi consumado com o santo a ser decapitado.

## O achamento do corpo por São Félix

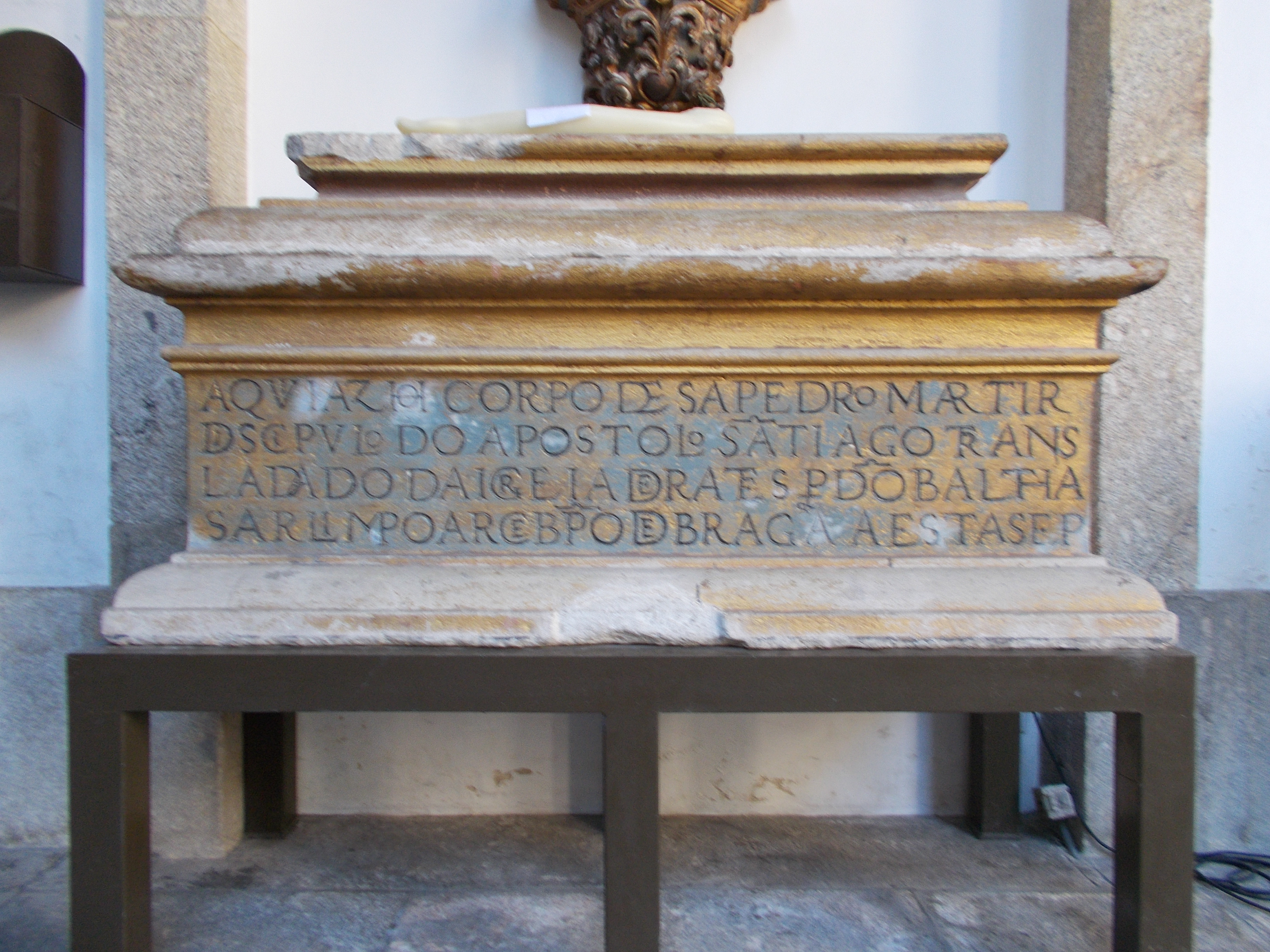
Túmulo de São Pedro de Rates na Sé de Braga

Séculos mais tarde, São Félix (o eremita), pescador da Vila de Mendo, na freguesia da Estela, também na Póvoa de Varzim, ter-se-á retirado para o maior monte da Serra de Rates.
São Félix teria observado uma luz na escuridão todas as noites a partir do monte. Um dia, curioso, tentou saber os motivos e descobriu o corpo de São Pedro de Rates.
O corpo teria dado origem à Igreja de São Pedro de Rates e esteve lá sepultado até 1552; nesse ano o corpo foi transferido para um túmulo na Sé de Braga.

## As fontes milagrosas
Nas freguesias de Balazar e Rates existem duas fontes que são vistas como milagrosas devido a este santo.
No início do século XVIII, o Padre Carvalho da Costa na Corografia Portuguesa, fala de uma fonte num lugar da freguesia de Balazar: Na aldeia do Casal está a fonte em que São Pedro de Rates estava de joelhos, bebendo, quando os tiranos vinham atrás dele, de Braga, para o matarem, e foi Deus servido de que o não vissem, estando patente à vista. Dizem que duas covinhas que tem são de seus santos joelhos. Vêm a esta fonte muitos enfermos de maleitas e, bebendo dela, voltam livres do achaque.
Na fonte de Rates existia uma pedra furada que, segundo crença popular, tem efeitos curativos em casos de esterilidade, sendo vingativo para com as fêmeas, mulheres e animais quando grávidas. Por este motivo no dia 26 de Abril, em algumas aldeias as mulheres grávidas e os animais não trabalham.